# CACUL1
CACUL1‏ (CDK2 associated cullin domain 1) هوَ بروتين يُشَفر بواسطة جين CACUL1 في الإنسان.